# Pic de Royo
Le pic de Royo est un sommet du massif de Perdiguère de la chaîne des Pyrénées situé sur la frontière franco-espagnole entre la province de Huesca (Espagne) et le département de la Haute-Garonne, dans le Haut-Luchonnais près de Bagnères-de-Luchon.